# The Boys (chanson de Nicki Minaj)
Pour les articles homonymes, voir The Boys.
Singles de Nicki Minaj
Va Va Voom
(2012) Beauty and a Beat
(2012)
Singles par Cassie
King of Hearts
(2012)
The Boys est une chanson de l'artiste hip-hop trinidadienne Nicki Minaj et de la chanteuse américaine Cassie. Il s'agit du premier single issu de la ré-édition du second album studio de Nicki, Pink Friday: Roman Reloaded – The Re-Up, sorti le 13 septembre 2012.

## Genèse
Minaj annonce lors des MTV Video Music Awards 2012 que Pink Friday: Roman Reloaded sera ré-édité en novembre 2012 en tant que Pink Friday: Roman Reloaded – The Re-Up, elle dit : « J’ai mis beaucoup de nouvelles chansons là-dedans. Je sortirais mon nouveau single la semaine prochaine, donc Barbz, vous allez être dingue, vous allez adorer, vous allez devenir fous ! »  Le titre de la chanson est révélé par Minaj via Twitter et il est dévoilé sur l'iTunes Store le 13 septembre 2012.

## Clip vidéo
Le clip est tourné sur deux jours : Un pour le tournage de Cassie, l'autre pour les tournages de Minaj le 21 septembre 2012. Le clip est réalisé par Colin Tilley qui a également tourné le clip de "I Am Your leader". Une vidéo des coulisses est publiée sur Vimeo le 3 octobre 2012, montrant un ensemble coloré rose. Le clip est dévoilé le 18 octobre 2012 sur YouTube. Au début du clip, on peut y voir que Nicki ou plutôt 'Roman' a commis un crime dans un salon de coiffure. Puis, elle marche sur une longue rue peinte en rose avec quatre hommes costumés en rose portant des parapluies. Après Nicki, Cassie fait son entrée avec une coupe de cheveux courte et jaune. Après le refrain, on voit Nicki Minaj dans le salon de coiffure, avant l'accident. Cassie fait sa réapparition mais cette fois-ci en tenue bleu foncé. À la fin du clip, Nicki Minaj se trouve au lieu où s'est passé l'accident.

## Classement hebdomadaire
| Classement (2012)                         | Meilleure position |
| ----------------------------------------- | ------------------ |
| France (SNEP)                             | 136                |
| Irlande (IRMA)                            | 99                 |
| Royaume-Uni (UK Singles Chart)            | 113                |
| Royaume-Uni R&B (Official Charts Company) | 15                 |
| États-Unis (Hot 100)                      | __                 |

## Historique de sortie
| Pays       | Date              | Format                   |
| ---------- | ----------------- | ------------------------ |
| États-Unis | 13 septembre 2012 | Téléchargement numérique |